# Notropis hypsilepis
Notropis hypsilepis är en fiskart som beskrevs av Royal D. Suttkus och Raney, 1955. Notropis hypsilepis ingår i släktet Notropis och familjen karpfiskar. Inga underarter finns listade i Catalogue of Life.